# Къзълтепе
Къзълтепе (на турски: Kızıltepe; на кюрдски: Qoser‎; на османски турски: Koçhisar; на арабски: دنيصر) е град, център на община и административен център на околия Къзълтепе, във вилает Мардин, разположен в Турски Кюрдистан, югоизточна Турция. Според оценки на Статистическия институт на Турция към 31 декември 2018 г. населението на града е 179 209 души.

## Население
Численост на населението според оценки на Статистическия институт на Турция през годините, към 31 декември:
- 129 745 души (2009)
- 152 816 души (2013)
- 179 209 души (2018)